# Fabien Mercadal
Pour les articles homonymes, voir Mercadal.
Fabien Mercadal, né le 29 février 1972 à Manosque (Alpes-de-Haute-Provence), est un entraîneur de football français.

## Biographie
Fabien Mercadal est le fils de Jacques Mercadal, ancien joueur de football à Auxerre (alors en Division 3) d'origine corse, devenu notamment enseignant et entraîneur de jeunes, et d'une journaliste au quotidien communiste La Marseillaise. Il se dit supporter d'enfance du SC Bastia.
C'est un enfant sportif, notamment doué pour le judo. À 17 ans, il décide de tenter une carrière de footballeur, comme défenseur. Il connaît six clubs, sans parvenir à devenir professionnel : Digne-les-Bains (de 1989 à 1991), l'Olympique de Marseille, où stagiaire pro, il est cantonné à l'équipe réserve (jusqu'en 1994), puis le Gap HAFC (où il fait trois passages, en 1994-1995, 1999-2000 et 2002-2004), l'AS Évry, en Division 3 (1995-1997), l'US Saint-Georges (1997-1999), et l'EP Manosque, le club de sa ville natale, de 2000 à 2002. Il connaît au cours de sa carrière une blessure sérieuse (syndrome de la queue de l'astragale) qui handicape sa progression. En mai 2002, à l'issue d'un stage au CTNFS Clairefontaine et d'une semaine d'examens, il obtient le BEES 2e degré spécifique, qui permet d'entraîner des clubs évoluant en CFA, CFA2 et DH.
Après sa retraite sportive en 2004 à Gap, il se consacre immédiatement au métier d'entraîneur. De 2005 à 2008, il dirige Gap, en CFA. Son équipe termine successivement aux 9e, 4e et 2e places du classement, sans cependant parvenir à monter en National.
En 2008, il rejoint Amiens, club de Ligue 2, comme adjoint de Thierry Laurey et entraîneur de l'équipe réserve en CFA2. Malgré la relégation et le départ de ce dernier en fin de saison, il reste au club et accompagne Serge Romano puis Ludovic Batelli. En janvier 2012, alors que le club est revenu en Ligue 2, il est suspendu six mois pour avoir participé à une bagarre,.
En fin de saison, il quitte Amiens et redevient entraîneur principal à l'USL Dunkerque, en National. Son équipe termine en tête de son groupe dès la première année, et reste en première partie de tableau en National les trois saisons suivantes. Le style de son équipe est remarqué, notamment la solidarité affichée par ses joueurs.
En fin de contrat et récemment diplômé du Brevet d'entraîneur professionnel de football, il est approché par plusieurs clubs, et signe finalement au Tours FC, en Ligue 2. Les résultats sont cependant décevants et il est limogé en février 2017, alors que son équipe est dernière du championnat. En juin, il est nommé par le Paris FC, qui s'est incliné en barrage de promotion en Ligue 2 et doit donc reprendre en National. Le 25 juillet, le club parisien est finalement repêché à la suite du dépôt de bilan du SC Bastia, et doit commencer la compétition quelques jours plus tard. Son équipe obtient pourtant d'excellents résultats et occupe régulièrement une des places de barragiste pour la montée. Elle termine finalement à la 8e place.
Sa bonne saison en Ligue 2 le distingue des autres entraîneurs : le 8 juin 2018, il s'engage en Ligue 1 avec le Stade Malherbe de Caen jusqu'en juin 2021. Lors de son passage caennais, il encourage un football de possession mais les difficultés offensives ainsi que les batailles en interne mettent le club en difficulté[réf. nécessaire]. Face aux difficultés du club, qui lutte alors pour son maintien en championnat, le club décide d'engager Rolland Courbis à partir du mois de février 2019 afin de conseiller Mercadal qui manque cruellement d'expérience à ce niveau. Après des résultats catastrophiques durant la saison 2018-2019, l’équipe est finalement reléguée et Mercadal est licencié.
Trois semaines après son licenciement, il est engagé par le Cercle de Bruges, club de division 1 belge.
Le 7 octobre 2019, Fabien Mercadal est limogé du club en raison du début de saison catastrophique du Cercle Bruges (une seule victoire et neuf défaites en 10 matches de championnat, avec un bilan de 3 points sur 30).
Le 16 mai 2020, il est nommé à la tête de l'USL Dunkerque, où il avait déjà officié de 2012 à 2016. Le club est alors promu en Ligue 2 en raison de sa 2e position au classement de National avant l'arrêt anticipé du championnat à cause de la pandémie de Covid-19.
Le 4 janvier 2022, il est nommé à la tête de l'US Quevilly-Rouen, en remplacement de Bruno Irles parti à l'ESTAC Troyes.